# سیزرز (تگزاس)
سیزرز (به انگلیسی: Scissors) یک منطقهٔ مسکونی در ایالات متحده آمریکا است که در شهرستان ایدالگو، تگزاس واقع شده‌است. سیزرز ۴٫۴ کیلومتر مربع مساحت و ۳٬۱۸۶ نفر جمعیت دارد و ۲۴ متر بالاتر از سطح دریا واقع شده‌است.